# Волков, Павел Семёнович
Павел Семёнович Волков (1919—1945) — капитан Рабоче-крестьянской Красной Армии, участник Великой Отечественной войны, Герой Советского Союза (1945).

## Биография
Павел Волков родился в 1919 году в селе Новая Еловка (ныне — Большеулуйский район Красноярского края) в семье крестьянина. Окончил среднюю школу и педагогическое училище в Ачинске в 1939 году, после чего работал директором начальной школы в деревне Турецк того же района. 
В 1939 году Волков был призван на службу в Рабоче-крестьянскую Красную Армию. 
В апреле 1942 года окончил ускоренный курс Сумского артиллерийского училища и был направлен на фронт Великой Отечественной войны. Принимал участие в боях на Сталинградском, Южном, 4-м Украинском, 1-м и 3-м Белорусском, 1-м Украинском фронтах. Участвовал в Сталинградской битве, Ростовской наступательной операции, Мелитопольской, Никопольско-Криворожской, Белорусской, Гумбиннен-Гольдапской, Восточно-Прусской операциях. 
К апрелю 1945 года капитан Павел Волков командовал батареей 530-го армейского истребительно-противотанкового артиллерийского полка 28-й армии 1-го Украинского фронта. Отличился во время Берлинской операции.
29 апреля 1945 года в 1 километре к западу от озера Мённигзее (Mönnigsee) в районе Куммерсдорфского полигона батарея Волкова вступила в неравный бой с группировкой противника численностью до 3 тысяч человек. За 40 часов она отбила 36 вражеских контратак, нанеся противнику большие потери. Большая часть личного состава батареи погибла. Волков лично встал к орудию и подбил немецкий танк. Когда орудие было подбито, Волков и его оставшиеся бойцы обороняли позиции врукопашную, погибнув в полном составе. Похоронен в населённом пункте Глазов (Glasow), коммуна Бланкенфельде-Малов, район Тельтов-Флеминг, земля Бранденбург, Германия.
Указом Президиума Верховного Совета СССР от 27 июня 1945 года за «мужество и героизм, проявленные в Берлинской операции» капитан Павел Волков посмертно был удостоен высокого звания Героя Советского Союза.
Был также награждён орденами Ленина, Отечественной войны 1-й и 2-й степеней, Красной Звезды, а также двумя медалями.